# Dalarock
Dalarock var en musikfestival som ägde rum i Hedemora, Dalarna under åren 1981 till 1996. Det började som en endagsfestival men var på slutet en av Sveriges största musikfestivaler med upp till 20 000 besökare under tre dagar. Det var en festival som drog både allt ifrån barn och ungdomar till vuxna och pensionärer. 

## Festivalens historia
Det började med ett musikcafé 1980. Idén kom att det var dags att öppna ett ställe för alla musikintresserade i Hedemora. Resultatet blev Musikcaféet Tonkällan som senare utvecklades, växte och blev Dalarock.
Festivalen gick i konkurs 1996, men arvet efter Tonkällan finns fortfarande kvar i Hedemora. Sedan 2014 i form av Hedemora Out n’ Loud.
Sedan 2018 finns det i Hedemora en ny festival med det snarlika namnet Dalarocken, men den drivs i helt ny regi och har egentligen inget med föregångaren att göra.

## Artister i urval som uppträtt
- 1981 – Juan Carlos Baretto, Sky High, Pink Champagne, KSMB, Tryckvåg
- 1982 – Eldkvarn, Rolf Wikström, Docent Död
- 1983 – Imperiet, Dag Vag, Lolita Pop, Europe
- 1984 – Tant Strul, Reeperbahn, Aston Reymers Rivaler, Commando M Pigg, Touché
- 1985 – Jerry Williams, Wilmer X, Mats Ronander Band, Suzzies orkester
- 1986 – Nils Lofgren, Sky High, Mikael Rickfors Band, Eldkvarn, Apopocalyps
- 1987 – Alan Haynes Band, Dave Edmunds Band, Anne-Lie Rydé, Wilmer X
- 1988 – Sator, Sky High, Alien, Apopocalyps
- 1989 – Inmates, Jakob Hellman, The Creeps, Electric Boys, Swedish Erotica, Docenterna, Nomads
- 1990 – All Steel Coaches, Omar and The Howlers, D.A.D, The Hooters, Hunters and Collectors, Sator, Wilmer X, Candlemass, Perssons Pack, Karl Kanga, Union Carbide Productions
- 1991 – Willy DeVille, Thåström & Sator, Wilmer X, Di Leva, Pugh Rogefeldt & Mikael Rickfors, Stonefunkers & Papa Dee, Just D, Lolita Pop
- 1992 – Faith No More, Ringo Starr and his All Starr, Sator, Hanne Boel, EMF, Violent Femmes, Die Toten Hosen, Rolf Wikström, Stonecake, Popsicle, Meshuggah, Mindre Modiga Män
- 1993 – Sator, Sven-Ingvars, Di Leva, Atomic Swing, Levellers, Electric Boys, Docenterna, Popsicle, Clawfinger, Nomads, De Lyckliga Kompisarna, Charta 77, Rootvälta, Captain Dream
- 1994 – The Hooters, Teenage Fanclub, Entombed, This Perfect Day, Staffan Hellstrand, Jerry Williams, Stefan Andersson, Meshuggah, Dia Psalma, Millencolin, Popsicle, Stefan Sundström & Apache, Rootvälta, Garmarna
- 1995 – Weezer, Urge Overkill, Ulf Lundell, Sator, Whale, Ardis, Di Leva, Perssons Pack, Teddybears STHLM, Nationalteatern, Docenterna, Bob Hund, Millencolin, Kent, Lars Demian, Kjell Höglund, Charta 77, Big Fish
- 1996 – Shane MacGowan and The Popes, House of Pain, Sugar Ray, Johnny Polonsky, Fu Manchu, Rikard Wolff, Kent, Popsicle, Idde Schultz, The Creeps, Rob'n'Raz Circus, Liberator